# Морикони, Валерия
Валерия Морикони (итал. Valeria Moriconi; 15 ноября 1931, Ези — 15 июня 2005, там же) — итальянская актриса театра и кино.

## Биография
Актёрскую карьеру Морикони начала в 16 лет в провинциальном театре в родном Ези. После переезда в Рим она дебютировала в кино, исполнив второстепенную роль юной особы, отдыхающей на ривьере, в фильме Альберто Латтуады «Пляж». В некоторых сценах Морикони появляется в довольно откровенном по тем временам купальнике, из-за чего цензоры грозились забраковать картину, и Латтуаде пришлось вырезать некоторые эпизоды. Морикони на протяжении 1950-х и начала 1960-х много снималась в кино, в 1961 году получила приз лучшей актрисе на Фестивале неореалистического кино в Авеллино, а в 1966 году была удостоена премии «Золотой кубок» за роль в фильме «Солдатские девки».
В 1957 году Эдуардо Де Филиппо вывел Морикони на национальную театральную сцену. В 1960 году она объединилась с Франко Энрикесом, Глауко Маури и Габриэле Луццати в «Компанию четырёх», имевшую большое влияние в театральном сообществе Италии. С 1960-х годов Морикони в основном работала в театре, много гастролировала по Италии и за её пределами. За полвека творческой деятельности она сыграла в нескольких десятках фильмов и двух сотнях спектаклей самые разные роли. В 1995 году президент Италии наградил Валерию Морикони орденом «За заслуги перед Итальянской Республикой» третьей степени.

## Личная жизнь
3 февраля 1951 года Валерия вышла замуж за художника Альдо Морикони, взяла его фамилию. В 1971 году они развелись, к этому времени Морикони уже несколько лет состояла в отношениях с режиссёром Франко Энрикесом. После смерти Энрикеса Морикони состояла в фактическом браке с журналистом из Болоньи Витторио Спига, с которым прожила до конца жизни.